# Sura
 Ovo je glavno značenje pojma Sura. Za druga značenja pogledajte Sura (rijeka).
Sura (arapski سورة) označava poglavlje Kurana. Sure su podjeljene u ajete (stihove). 
Kuran sadrzi 114 sura. Redoslijed je po nalogu Muhameda. 